# El Gor (Almería)
El Gor es una localidad y pedanía española perteneciente al municipio de Huércal-Overa, en la provincia de Almería. Está situada en la parte noroccidental de la comarca del Levante Almeriense. Cerca de esta localidad se encuentran los núcleos de la Gibiley, Santa María de Nieva, Úrcal, Las Minas, La Hoya, Los Pedregales, La Loma y Fuente Amarga.

## Demografía
Según el Instituto Nacional de Estadística de España, en el año 2021 El Gor contaba con 64 habitantes censados, lo que representa el 0,32% de la población total del municipio.

### Evolución de la población
| Gráfica de evolución demográfica de El Gor entre 2011 y 2021 |
|                                                              |
| Datos según el nomenclátor publicado por el INE.             |

## Comunicaciones

### Carreteras
La principal vía de comunicación que transcurre por esta localidad es:
| Identificador | Denominación                                  | Itinerario                   |
| ------------- | --------------------------------------------- | ---------------------------- |
| AL-9105       | De la A-327 a la AL-8103 por El Gor y Gibiley | Santa María de Nieva - Úrcal |

Algunas distancias entre El Gor y otras ciudades:
| Ciudades      | Distancia (km) |
| ------------- | -------------- |
| Huércal-Overa | 12             |
| Murcia        | 109            |
| Almería       | 115            |
| Granada       | 197            |
| Jaén          | 254            |